# 밀러드 필모어 대통령 취임식
밀러드 필모어의 제13대 미국 대통령 취임식은 재커리 테일러 대통령의 전날 사망에 따라 1850년 7월 10일 수요일 워싱턴 D.C. 미국 국회의사당 내의 하원 회의장에서 열렸다. 역대 두 번째로 예정에 없던 비정규 취임식인 이번 취임식은 밀러드 필모어의 유일한 임기(1850년 7월 10일부터 1853년 3월 4일까지의 부분 임기)의 시작을 알렸다.
취임식 동안 컬럼비아 특별구 순회 법원의 대법원장 윌리엄 크랜치는 필모어에게 대통령 취임 선서를 집행했다. 크랜치는 윌리엄 헨리 해리슨의 사망으로 존 타일러가 대통령직을 계승했을 때인 1841년에도 타일러에게 선서를 집행한 바 있다. 필모어는 민주당이나 공화당 출신이 아닌 마지막 대통령이었다.

## 같이 보기
- 밀러드 필모어 행정부